# برايدن ماينارد
برايدن ماينارد (بالإنجليزية: Brayden Maynard)‏ هو لاعب كرة قدم أسترالية أسترالي، ولد في 20 سبتمبر 1996 في أديلايد في أستراليا.

## وصلات خارجية
- برايدن ماينارد على موقع AustralianFootball.com (الإنجليزية)
- برايدن ماينارد على موقع AFLtables.com (الإنجليزية)